# Cerovac (Bizovac)
Cerovac falu Horvátországban, Eszék-Baranya megyében. Közigazgatásilag Bizovachoz tartozik.

## Fekvése
Eszéktől légvonalban 12, közúton 15 km-re nyugatra, községközpontjától légvonalban 4, közúton 9 km-re délkeletre, a Szlavóniai-síkságon fekszik.

## Története
A település a 19. század elején mezőgazdasági majorként Cerovac-puszta néven keletkezett a valpói uradalom területén, majd a környező földek megművelésére Dél-Magyarország területéről magyarokat és németeket, valamint a környező falvakból horvátokat telepítettek be. Nevét feltehetően a területén egykoron fellelhető csertölgyekről (horvátul „cer”) kapta. 1880-ban 56, 1910-ben 59 lakosa volt. Verőce vármegye Eszéki járásához tartozott. Az 1910-es népszámlálás adatai szerint lakosságának 61%-a horvát, 37%-a magyar, 2%-a német anyanyelvű volt. A település az első világháború után az új szerb-horvát-szlovén állam, majd később (1929-ben) Jugoszlávia része lett. 1991-ben lakosságának 86%-a szerb, 7%-a horvát, 7%-a jugoszláv nemzetiségű volt. A településnek 2011-ben 24 lakosa volt. 

## Lakossága
| Lakosság változása | Lakosság változása | Lakosság változása | Lakosság változása | Lakosság változása | Lakosság változása | Lakosság változása | Lakosság változása | Lakosság változása | Lakosság változása | Lakosság változása | Lakosság változása | Lakosság változása | Lakosság változása | Lakosság változása | Lakosság változása |
| ------------------ | ------------------ | ------------------ | ------------------ | ------------------ | ------------------ | ------------------ | ------------------ | ------------------ | ------------------ | ------------------ | ------------------ | ------------------ | ------------------ | ------------------ | ------------------ |
| 1857               | 1869               | 1880               | 1890               | 1900               | 1910               | 1921               | 1931               | 1948               | 1953               | 1961               | 1971               | 1981               | 1991               | 2001               | 2011               |
| 0                  | 0                  | 56                 | 56                 | 52                 | 59                 | 58                 | 69                 | 58                 | 70                 | 63                 | 54                 | 41                 | 42                 | 34                 | 24                 |